# 玛丽·玛格丽特·奥赖利
玛丽·玛格丽特·奥赖利（英語：Mary Margaret O'Reilly，1865年10月14日—1949年12月6日）是美国铸币局女官员，从1904年直至1938年退休共为该局工作34个年头。奥赖利是当时美国比较高级别的女性公务员，于1916年开始因局长人选空缺代理局长职务，直至1924年正式成为助理局长。她还以“财政部甜心”之名为人所知。
奥赖利生于马萨诸塞州，并在这里度过童年时代。她于14岁那年退学做工补贴家用，在伍斯特做了近20年的文员。1904年，奥赖利获聘进入铸币局工作。由于工作能力出色，她迅速获得提升，速度之快在那个时代的女性中非常罕见。奥赖利服务铸币局期间，多位局长都对铸币局运作缺乏必要了解或兴趣，所以实际管理职责经常会落到她的肩膀上。
1933年，铸币局迎来首位女性局长内莉·泰洛·罗斯，奥赖利和她很快达成良好关系。奥赖利对铸币局的运作是如此不可或缺，以致总统富兰克林·德拉诺·罗斯福将她的退休年限从1935年推迟到1938年。奥赖利一生未婚，于1949年逝世。

## 早年生活和事业
玛丽·玛格丽特·奥赖利于1865年10月14日在马萨诸塞州斯普林菲尔德出生，父亲詹姆斯·奥赖利（James A. O'Reilly）和母亲乔安娜·奥赖利（Joanna O'Reilly）都是来自爱尔兰的移民，两人共有5个孩子。一家人在斯普林菲尔德和附近的奇科皮生活，詹姆斯·奥赖利是当地的酒类批发商，于1873年因病去世。他的死不但让家人失去经济来源，还引起法律上的麻烦：奥斯汀·奥赖利（Austin O'Reilly，他和詹姆斯一家的关系不明。）本是詹姆斯店里的店员，为了结清店内业务，他在没有酒精销售许可证的情况下继续出售店里剩下的酒。乔安娜·奥赖利声明自己对丈夫的业务一无所知。奥斯汀被地方法院判决无证运输酒类罪名成立，马萨诸塞州最高法院也在裁决中维持原判。
为了攒钱补贴家用，玛丽只念完9年级就离开学校，这时她还只有14岁左右。她很可能是在当地纺织厂上班，并在此期间就读夜校，学习文员和速记员技能。1885至1903年间，她在伍斯特做文员，和一个兄弟住在妈妈开办的寄宿公寓。

## 铸币局工作经历（1904至1938年）

### 崭露头角
1904年，已经38岁的奥赖利获聘成为美國鑄幣局级临时文员，比其他大部分新职工年纪都要大。她在铸币局位于哥伦比亚特区的总部工作，局长乔治·罗伯茨（George E. Roberts）对奥赖利的能力和经验非常满意。1905年，她摆脱临时工身份，成为固定职工，并于同年再获晋升为一级文员，年薪增至1200美元。1911年，玛格丽特·凯利（Margaret Kelly）成为铸币局委托审查员，在她的影响下，多人获得晋升，奥赖利成为会计核算员。这让她成为铸币局实际上的文书主管，有审查所有合同的职权。据内莉·泰洛·罗斯（奥赖利退休前服务的最后一任铸币局局长）的传记作者特瓦·施尔（Teva J. Scheer）记载，“在这样一个男性主导的工作环境中，（奥赖利）肯定是有着几乎史无前例的能力和智慧才能攀爬到如此之高的位置”。

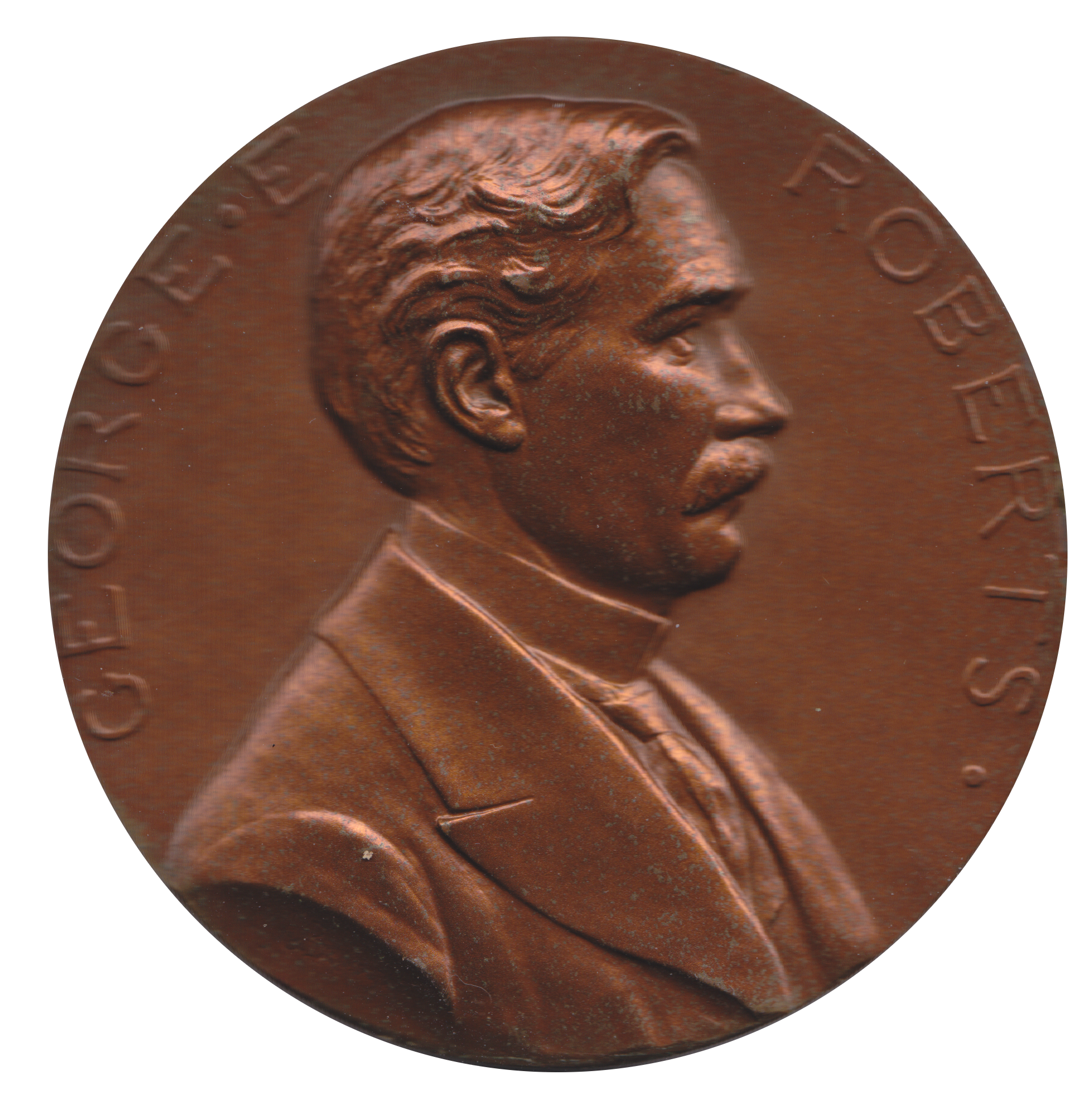
铸币局局长乔治·罗伯茨（上图为首席雕刻师查尔斯·爱德华·巴伯为他设计的铸币局奖章）

20世纪10年代，奥赖利继续获得升职，成为金块审查员和计数员。她多次受到传唤前往国会作证。1915年，罗伯特·伍利（Robert W. Woolley）成为铸币局局长，他很可能是奥赖利在铸币局任职约三分之一个世纪期间最喜欢的局长。她经常在交给局长的备忘录最后写上良好的个人祝愿，伍利也对之投桃报李。1916年8月伍利辞职后，奥赖利代理了一段时间的局长职务，直至继任人选弗里德里希·约翰内斯·雨果·冯·恩格尔肯（Friedrich Johannes Hugo von Engelken）于同年9月上任，不过，这1个月间大部分的局长事务都是由铸币局核算员弗雷德··查芬（Fred H. Chaffin）代理行使。

### 助理局长
20世纪早期的大部分铸币局局长都是经政治任命上任，缺少铸币局的工作经验。1916至1917年，冯·恩格尔肯一共担任了6个月局长，但局内几乎所有铸币和化验的监管工作都是由奥赖利代劳。1916年，铸币局停止生产深受收藏家青睐的精制币。虽然停止生产财政上入不敷出的特制硬币这一建议来自费城铸币局局长亚当·乔伊斯（Adam M. Joyce），再经局长冯·恩格尔肯批准，但由于许多寄给钱币学家的信件都是由奥赖利签发，因此许多人都将这一政策调整怪罪到她头上。
冯·恩格尔肯于1917年2月辞职，他的继任者雷蒙德·贝克（Raymond T. Baker）相信，会有越来越多的女性在政府出任高级公职，所以他让奥赖利从事一些更加面向公众的工作。贝克每年都会前往国会，为铸币局的拨款请求辩护，奥赖利就坐在他身后。1920和1921年，贝克希望能让国会正式任命担任行政文员的奥赖利出任助理局长，但未能成功。沃伦·盖玛利尔·哈定上台执政后，弗兰克·斯科拜（Frank E. Scobey）取代贝克成为新任铸币局长。斯科拜对铸币局事务兴致缺缺，奥赖利不但要监督铸币局运作，还是1922年铸币局在国会的首席证人，为铸币局的拨款请求辩护的同时，也继续要求国会正式任命她担任助理局长。这次，国会终于软化立场，奥赖利的助理局长职位于1924年生效。
1921年12月，一场由新版和平银元设计引起的公共危机爆发，贝克这时正乘火车前往美国西岸，历时3天。安东尼·弗朗西斯（Anthony de Francisci）是硬币的设计者，他设计的硬币背面有把破损的剑，以此代表战争结束，但其他许多人则认为这是耻辱的象征。受第一次世界大战影响，美国此时对这类事物非常敏感，许多人都对弗朗西斯的设计深感愤怒。由于无法同贝克取得联系，奥赖利意识到设计上的剑肯定要去除，为此她同正代理财政部部长职务的副部长西摩·帕克·吉尔伯特（Seymour Parker Gilbert）联系，请他批准修改后的设计。虽然没有亲眼看到方案，但贝克还是经电报亲自批准了修改后的设计，在此以前，铸币局首席雕刻师乔治·摩根（George T. Morgan）已巧妙地从准备好的铸币模具上去掉引发争议的剑。
斯科拜及其继任者罗伯特·格兰特（Robert J. Grant）担任局长期间，铸币局的大部分运作都是由奥赖利监管。20世纪20年代，美国经济蓬勃发展，铸币局的工作非常忙碌，但钱币史学家罗杰·伯德特（Roger Burdette）指出，铸币局的运作仍然存在问题。例如，费城铸币局官员在预留硬币等待化验委员会的年度检验时，并不是从每个批次中预留金币，而是在年初预留一袋金币，所有送检金币都是从这一袋中取出。这种做法会导致不标准硬币漏检的可能性大幅上升。奥赖利密切关注硬币生产，1931年11月，她因旧金山铸币局这年生产的镍币还不到20万枚而提出警告，因为这样少的产量会导致硬币被收藏家囤积。在她的指示下，该局在这年剩下的时间里停止生产其它硬币，全力生产镍币，最终1931–版野牛镍币的产量达到120万枚，虽然数量还是比较低（按不同年份和铸造标记区分，这一版本的产量在全系列野牛镍币中属第2低），但与之前的局面相比已有大幅改善。

### 罗斯福担任总统时期，退休
1933年，民主党人富兰克林·德拉诺·罗斯福入主白宫，奥赖利自格兰特辞职后就一直在代理局长职位。罗斯福总统任命怀俄明州前州长内莉·泰洛·罗斯出任铸币局局长，后者成为该局首位女性局长。奥赖利这里已有67岁，身形瘦小，给人老祖母般的印象，还以“财政部甜心”之名为人熟知，但这都只是表象，奥赖利给他人的印象仍然如钢铁般顽强。罗斯的私人秘书埃德尼斯·威尔金斯（Edness Wilkins）一度称奥赖利“冷酷无情”。

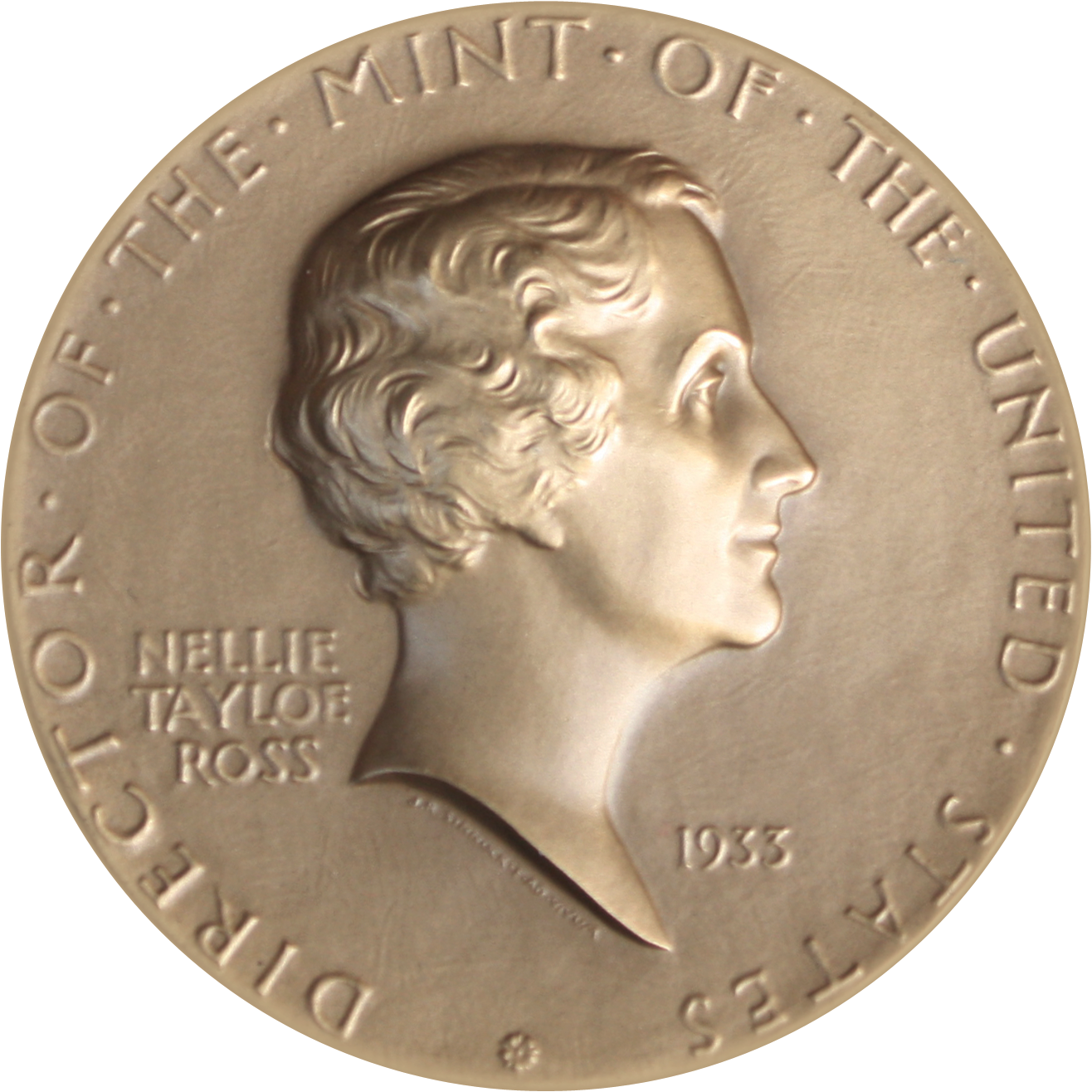
首席雕刻师约翰·辛诺克为内莉·泰洛·罗斯设计的铸币局奖章

罗斯和奥赖利起初互不信任。罗斯与埃莉诺·罗斯福以及罗斯福总统竞选团体中的其他成员关系不佳，对铸币局的工作人员也不放心。奥赖利则认为罗斯不过又是个对铸币局事务一无所知的政客，经政治任命取代曾担任丹佛铸币局局长的格兰特。不过经过短暂的接触，两人逐渐开始欣赏对方的优点。
1933至1934年间，铸币局被迫面对大部分金币的回收问题。财政部出台规定，要求公民将金币上交美國聯邦儲備銀行各地分行，奥赖利为此发出带有自己身为代理局长签名的备忘录，指出联邦储备银行的现有设施只能接收带有政府印章的金条。铸币局当时是财政部最不起眼的分支之一，远不及财政部长管控的美国特勤局和其他执法相关机构那样受到重视。伯德特指出，针对黄金出台这样的规定表明，无论是罗斯福任命的官员，还是胡佛总统任命并且仍然在职的资深官员，都对铸币局相关事务缺乏基本认识。

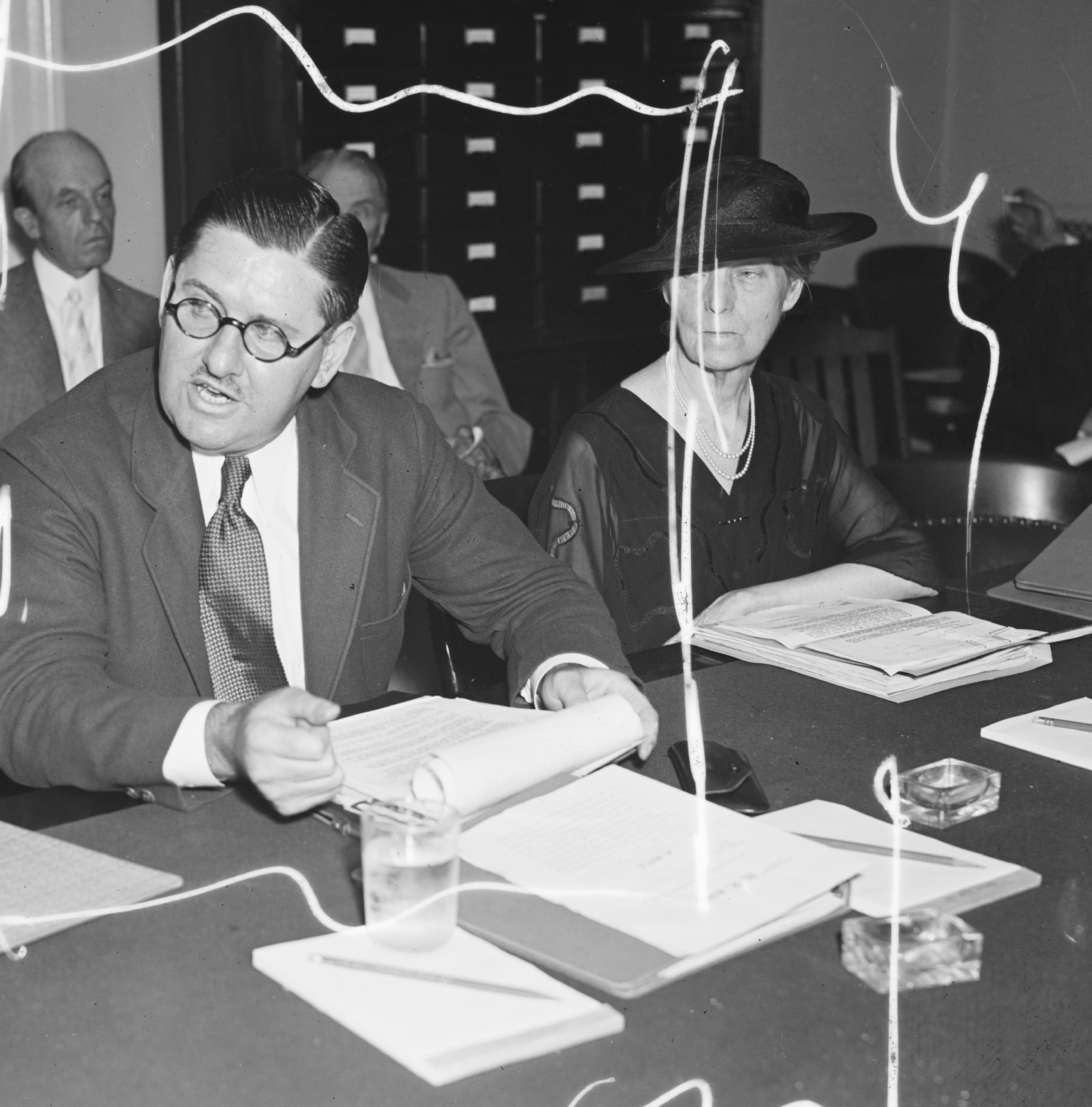
1935年8月，奥赖利（右）和财政部助理法律顾问C·M·海丝特在国会作证。

罗斯和奥赖利很快就对各自的工作达成局长和助理之间的常见分工：局长处理公共事务，并根据需要做出决策，助理则处理铸币局的日常运作。罗斯的行程排得很满，既要视察铸币局设施，又要发表支持罗斯福的演说，还要为怀俄明州的民主党候选人竞选宣传。奥赖利因此以代理局长身份主持位于哥伦比亚特区的铸币局总部运作。在此期间，两位女性保持书信来往，信件内容总体以公事为主，但措辞用句温暖而热切。罗斯前去视察各地铸币局期间，奥赖利在信中写道：“我已经非常频繁地给您发去电报，因为这比信件更直接，也更快捷，期望您能对办公室这里的工作放心……在此向您致以敬意，衷心祝愿您视察我们钟爱的铸币局设施的旅程取得圆满成功。”特瓦·施尔认为，奥赖利应该会发现，罗斯从外地发来的报告非常有价值，这些报告显示出铸币局是怎样从硬币产量很少的早年经济萧条时期坚持下来，到20世纪30年代中期，市场对硬币的强烈需求使得铸币局不得不以两班、甚至三班制运作。
1935年，奥赖利已经70岁，到了联邦政府的强制退休年龄。由于她对铸币局事务的了解程度是如此深刻而广泛，如此不可或缺，以致罗斯福总统在罗斯的请求下发出特别命令，要求奥赖利继续在铸币局工作。虽然罗斯支持奥赖利继续任职，但身为局长，她不能让他人产生自己没有奥赖利的协助就没法工作的印象，为此她聘请弗吉尼亚大学有会计工作背景的弗兰克·利兰·霍华德（Frank Leland Howard），计划之后由他接替奥赖利的工作。1936年，罗斯福再次批准延长奥赖利的工作年限，这在当时属于很高的荣誉，财政部长小亨利·摩根索为此特意主办午宴向她致敬。1937年末，罗斯福将奥赖利的工作年限再延长1年，只是这次他表示，之后不会再这么做了。1938年7月，摩根索再度提议推迟奥赖利的退休时间，但总统没有同意，奥赖利于1938年10月29日退休，霍华德随之继任。
应奥赖利的要求，铸币局没有为她举办欢送仪式，她的同事凑钱买了块镶钻腕表，并说服她接受了这份礼物。罗斯福总统和摩根索部长都发来信件，对她长年的服务致谢。《纽约时报》针对她退休一事发文，但没有针对她个人的采访内容，1周后，该报发表社论称：“这里有现代性的一面，向美国对女性的挑战给出答案：告诉我们，女人想要从生活中获得什么，女人又能够得到和给予什么。”

## 退休及谢世
奥赖利退休后继续在哥伦比亚特区的海伊亚当斯寓所生活，但没有再涉及铸币局事务。摩根索曾给她写过几封信，但信中都没有提及公务。为了给天主教慈善事业筹资，奥赖利一直忙于组织慈善活动。1944年，铸币局对从未正式发行的1933年双鹰金币现身市场展开调查，但始终没有就此询问过奥赖利。伯德特认为这种情况很不寻常。
1949年12月6日，玛丽·玛格丽特·奥赖利在哥伦比亚特区与世长辞，享年84岁。《纽约时报》在讣文中追忆，当年罗斯福首次下令延长她的工作年限时，面对多名记者的采访要求，奥赖利这样回答：
我对总统如此深切的好意不胜感激，没有工作的生活让我提不起一点兴趣。但是，你真非要刊印有关我的内容吗？

### 脚注
1. 1 2 3  New York Times.
2. 1 2 3 4  Burdette 2014，第23頁.
3. ↑  Massachusetts Supreme Judicial Court.
4. 1 2  Burdette 2014，第24頁.
5. 1 2  Scheer，第183頁.
6. ↑  Burdette 2005，第56–58頁.
7. 1 2 3 4  Scheer，第182頁.
8. ↑  Burdette 2014，第25頁.
9. ↑  Burdette 2005，第165–167頁.
10. ↑  Burdette 2014，第24–28頁.
11. ↑  Burdette 2005，第35, 208–214頁.
12. ↑  Burdette 2014，第28, 30頁.
13. 1 2  Burdette 2014，第30頁.
14. ↑  Yeoman，第133–134頁.
15. ↑  Greenbaum，第45頁.
16. 1 2 3 4 5  Sweetheart Of The Treasury.
17. 1 2  Burdette 2014，第30–31頁.
18. ↑  Scheer，第178–179頁.
19. ↑  Scheer，第183–184頁.
20. ↑  Scheer，第176, 184頁.
21. ↑  Burdette 2014，第32–33頁.
22. 1 2  Burdette 2014，第33頁.